# Pinanga acaulis
Pinanga acaulis är en enhjärtbladig växtart som beskrevs av Henry Nicholas Ridley. Pinanga acaulis ingår i släktet Pinanga och familjen Arecaceae. Inga underarter finns listade i Catalogue of Life.